# 楠特伊
楠特伊（法語：Nanteuil，法語發音：[nɑ̃tœj]）是法国德塞夫勒省的一个市镇，属于尼奥尔区。

## 地理
楠特伊（46°24'42"N, 0°10'24"W）面积20.62 平方千米，位于法国新阿基坦大区德塞夫勒省，该省份为法国西部内陆省份，北起曼恩-卢瓦尔省，西接旺代省，南至夏朗德省和滨海夏朗德省，东临维埃纳省。
与楠特伊接壤的市镇（或旧市镇、城区）包括：埃克西勒伊、丰佩龙、圣埃阿娜、圣迈克桑莱科勒、圣马丹德圣迈克桑、苏当。

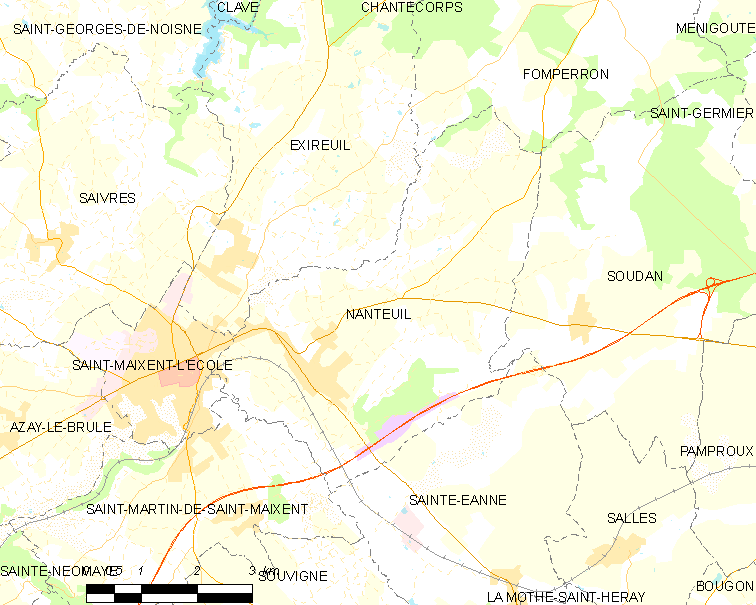
楠特伊的OSM定位图

楠特伊的时区为UTC+01:00、UTC+02:00（夏令时）。

## 行政
楠特伊的邮政编码为79400，INSEE市镇编码为79189。

## 政治
楠特伊所属的省级选区为圣迈克桑莱科勒县。

## 人口

1962-2008年间楠特伊人口变化图示

楠特伊于2022年1月1日时的人口数量为1702人。